# Julien Robert
Julien Robert (* 11. Dezember 1974 in Grenoble, Frankreich) ist ein ehemaliger französischer Biathlet und heutiger Biathlontrainer.
Robert, der mit der französischen Biathletin Florence Baverel-Robert verheiratet war, wohnt derzeit in Les Hôpitaux-Neufs (Frankreich) und trainiert beim SC Douane/Montbenoit. Zu seinen Erfolgen gehören vier Medaillen mit der französischen Staffel bei Weltmeisterschaften und Olympischen Winterspielen.

## Werdegang
Robert, der seit 1994 Biathlon betreibt, kam in der Saison 1995/96 zu seinen ersten Einsätzen im Biathlon-Weltcup. Obwohl er bis Saisonende bei sieben Rennen startete, war sein bestes Resultat nur ein 41. Platz in Pokljuka. Erst ein knappes Jahr später kam Robert zu seinen nächsten Einsätzen im Weltcup, sein bestes Resultat in dieser Saison war der 30. Platz im Sprint bei den Biathlon-Weltmeisterschaften 1997 in Osrblie. In der folgenden Saison 1997/98 erreichte Robert ausnahmslos Platzierungen außerhalb der Punkteränge, auch bei den Olympischen Winterspielen in Nagano konnte er mit dem 40. Platz im Einzel und einem enttäuschenden 67. Platz im Sprint nicht überzeugen. Wohl auch als Konsequenz aus diesen schlechten Rennen wurde er in der französischen Staffel nicht eingesetzt. Etwas erfolgreicher verlief für Robert die Saison 1998/99, wo er mit dem 20. Platz im Sprint von Osrblie erstmals Weltcuppunkte holte und mit dem 16. Platz im Einzelrennen der Weltmeisterschaften 1999 das bis zu diesem Zeitpunkt beste Rennen seiner Karriere ablieferte.
Mit der Saison 1999/00 steigerte sich Robert im Vergleich zu den Vorjahren. Gleich bei der ersten Weltcupstation in Hochfilzen belegte er den 19. Platz im Einzel, in der anschließenden Verfolgung konnte er sich durch ein fehlerfreies Schießen bis auf Platz 7 nach vorne kämpfen und erreichte so die erste Top-10-Platzierung seiner Karriere. Mit den Plätzen 12 und 19 in Pokljuka erreichte er weitere gute Ergebnisse. Robert war jedoch noch nicht konstant genug, um regelmäßig in die Punkteränge zu laufen, sodass sich Platzierungen in den Top 20 mit Plätzen jenseits von Platz 40 abwechselten. Dies setzte sich auch in der Saison 2000/01 fort. Überraschen konnte Robert jedoch beim Weltcup in Soldier Hollow im Februar 2001, als ihm mit dem 3. Platz im Einzel die erste und einzige Podestplatzierung seiner Karriere sowie mit den Plätzen 8 im Sprint sowie 9 in der Verfolgung weitere Top-10-Resultate gelangen. Beenden konnte der die Saison schließlich als 34. des Gesamtweltcups. Einer seiner größten Erfolge gelang Robert in dieser Saison, als er gemeinsam mit Gilles Marguet, Vincent Defrasne und Raphaël Poirée bei den Weltmeisterschaften 2001 in Pokljuka die Goldmedaille im Staffelrennen gewinnen konnte. Robert, der seit 1997 immer wieder in französischen Staffeln eingesetzt wurde, konnte mit einem fehlerfreien Schießen zu diesem Erfolg beitragen. In der folgenden Saison 2001/02 konnte Robert die Leistungen der Vorsaison nicht wiederholen. Mit nur einer Top-20-Platzierung, dem 14. Platz bei der Verfolgung in Ruhpolding, erreichte er mit Platz 56 im Gesamtweltcup sein bisher schlechtestes Ergebnis. Auch die Olympischen Winterspiele 2002 in Salt Lake City verliefen zunächst wenig erfolgreich, bestes Resultat war Platz 35 im Sprint. Mit der französischen Staffel gewann Robert hingegen die Bronzemedaille.
Zur besten Saison des Franzosen wurde die Saison 2002/03. In insgesamt 15 von 23 Rennen konnte sich Robert unter den 30 besten Athleten platzieren und damit Weltcuppunkte erlangen, zu Beginn des Jahres 2003 erreichte Robert mehrere Top-10-Platzierungen. Im Massenstart von Oberhof belegte er Platz 4, in der Verfolgung von Ruhpolding konnte er sich nach einem 23. Platz im Sprint auf Platz 8 nach vorne kämpfen, im Massenstart von Antholz erreichte er Platz 6. Im Gesamtweltcup belegte Robert am Ende dieser Saison den 20. Platz und war damit drittbester Franzose. Das Niveau der Vorsaison konnte Robert auch zu Beginn der Saison 2003/04 zeigen. Mit zwei fünften Plätzen im Einzel und der Verfolgung von Osrblie lag er zum Ende des Jahres 2003 im Gesamtweltcup auf Platz 11. Durch schwächere Ergebnisse im neuen Jahr, die besten waren zweimal Platz 16 in Antholz und Fort Kent, fiel er jedoch bis zum Saisonende auf Rang 26 zurück. Wie bereits bei zwei Großereignissen zuvor war Robert auch bei den Weltmeisterschaften 2004 in Oberhof mit der französischen Staffel erfolgreich, dieses Mal gewann er die Bronzemedaille. Die Saison 2004/05 verlief ähnlich wie die vorangegangene. Roberts beste Resultate waren zwei elfte Plätze in San Sicario und Chanty-Mansijsk, am Ende belegte er im Gesamtweltcup Platz 29.
Die olympische Saison 2005/06 begann für Robert mit einer furiosen Aufholjagd. Nachdem er im Sprint von Östersund Platz 60 belegt und sich damit als allerletzter Athlet nur knapp für die Verfolgung qualifiziert hatte, machte er mit einem fehlerfreien Schießen im Verfolgungsrennen 50 Plätze gut und erreichte zum Schluss Platz 10. Nach einigen achtbaren Leistungen im Vorfeld der Olympischen Winterspiele zeigte Robert in Turin erstmals bei einem Großereignis eine konstant gute Leistung. Seine beste Platzierung war Rang 6 im Einzelrennen, mit Platz 18 im Sprint, 10 in der Verfolgung und 16 im Massenstart konnte er in vier Rennen vier Top-20-Ergebnisse erzielen. Darüber hinaus gewann er wie schon 2002 mit der französischen Staffel die Bronzemedaille. Mit Platz 24 konnte er sich im Gesamtweltcup erstmals nach drei Jahren wieder steigern. Nach einer insgesamt enttäuschend verlaufenden Saison 2006/07 gab Julien Robert seinen Rücktritt bekannt. Er ließ sich danach jedoch umstimmen und war auch in der Saison 2007/08 wieder am Start.
Bis 2018 war Robert mit Jean-Paul Giachino Schießtrainer der französischen Biathlon-Frauen-Nationalmannschaft. Seitdem (Stand: Sommer 2025) hat er diese Funktion in der B-Mannschaft der Frauen (IBU-Cup-Team) inne.

## Biathlon-Weltcup-Platzierungen
Die Tabelle zeigt alle Platzierungen (je nach Austragungsjahr einschließlich Olympische Spiele und Weltmeisterschaften).
- 1.–3. Platz: Anzahl der Podiumsplatzierungen
- Top 10: Anzahl der Platzierungen unter den ersten zehn (einschließlich Podium)
- Punkteränge: Anzahl der Platzierungen innerhalb der Punkteränge (einschließlich Podium und Top 10)
- Starts: Anzahl gelaufener Rennen in der jeweiligen Disziplin

| Platzierung | Einzel | Sprint | Verfolgung | Massenstart | Staffel | Gesamt |
| ----------- | ------ | ------ | ---------- | ----------- | ------- | ------ |
| 1. Platz    |        |        |            |             | 2       | 2      |
| 2. Platz    |        |        |            |             | 2       | 2      |
| 3. Platz    | 1      |        |            |             | 9       | 10     |
| Top 10      | 3      | 1      | 7          | 2           | 41      | 54     |
| Punkteränge | 16     | 28     | 33         | 16          | 46      | 139    |
| Starts      | 43     | 91     | 56         | 16          | 46      | 252    |